# Akcja Wiśnicz

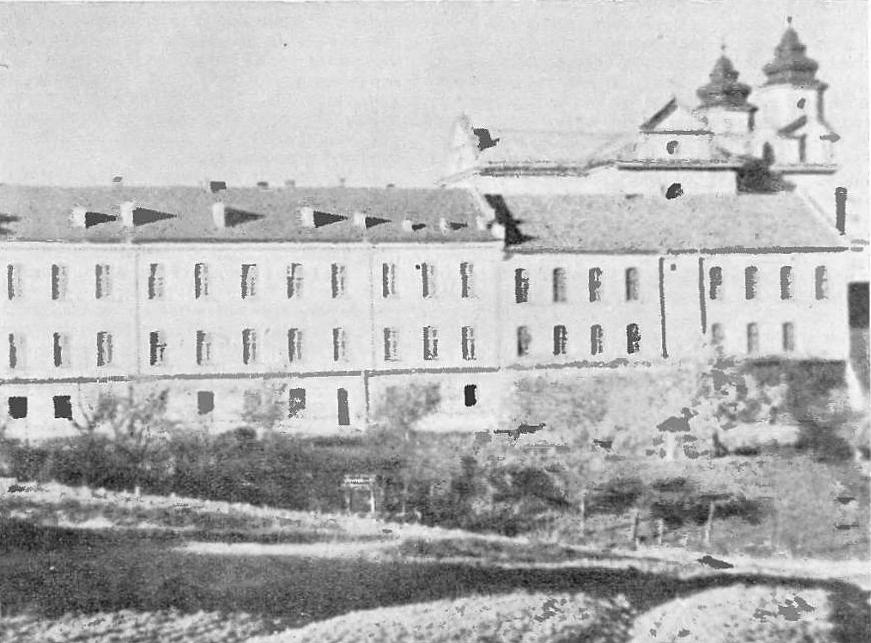
Więzienie w Nowym Wiśniczu przed 1937 rokiem

Akcja Wiśnicz – atak Armii Krajowej przeprowadzony 26 lipca 1944 roku na niemieckie więzienie w Nowym Wiśniczu. Jedna z największych akcji polskiego podziemia, w których uwolniono więźniów, przeprowadzonych w czasie niemieckiej okupacji Polski  .

## Historia
Pod koniec 1939 roku Niemcy urządzili w dawnym polskim więzieniu karnym w Nowym Wiśniczu pod Bochnią przejściowy obóz filtracyjny, skąd kierowali osadzonych do obozów koncentracyjnych. Załogę stanowiło kilkunastu Niemców, którzy stale mieszkali na terenie więzienia. Pozostawiono także kilkudziesięciu polskich strażników z okolicznych wsi. Dzięki nim Armia Krajowa miała w więzieniu swoich informatorów i przed rozpoczęciem akcji posiadała dokładne plany obiektu, rozkład straży, grafiki służby, rozlokowanie więźniów w celach, a nawet kopie akt personalnych osadzonych.
Według danych uzyskanych 24 lipca od umieszczonych wewnątrz więzienia wywiadowców otrzymano informację o planowanym wywiezieniu osadzonych więźniów politycznych do obozu koncentracyjnego w Auschwitz, które Niemcy zaplanowali na 27 lipca. W związku z tym podjęto decyzję o przeprowadzeniu akcji odbicia więźniów w nocy z 26 na 27 lipca 1944 roku .
Akcja uznawana była za bardzo trudną z powodu umiejscowienia więzienia w niedostępnym, pokarmelickim klasztorze oraz groźnego sąsiedztwa. W odległości 300 metrów od więzienia, w budynku szkoły stacjonowała jednostka 33. Batalionu SS, która była zmotoryzowana oraz dysponowała bronią pancerną. Operacja uznana została za bardzo ryzykowną i żaden inny oddział AK nie chciał się jej podjąć ani wziąć w nim udziału.
Na akcję wyruszył oddział dywersyjny 36 partyzantów AK z I Batalionu 12 Pułku Piechoty Armii Krajowej z Placówki „Łosoś” w Lipnicy Murowanej, dowodzony przez podporucznika Józefa Wieciecha ps. „Tamarow”. Polacy posiadali 2 ręczne karabiny maszynowe, 2 pistolety maszynowe MP, 4 steny, 1 pepeszę, 22 karabiny „Mauser”, 17 pistoletów oraz po 2-5 granatów dla każdego żołnierza .
Przed rozpoczęciem akcji wyznaczony oddział sabotażowy przeciął kable telefoniczne uniemożliwiając wezwanie pomocy. Początkowo planowano rozpoczęcie akcji na godzinę 23.00, ale doszło do godzinnego opóźnienia. Dopiero o 24.00 akowcy stanęli pod główną bramą przebrani w mundury straży więziennej. Bezpośrednio pod bramę wysłano jednego żołnierza, który zmylił strażnika niemieckiego i wykorzystując jego dezorientację sforsował bramę, dzięki czemu partyzanci wtargnęli na wartownię. Tam rozbrojono zaskoczoną załogę: oficera oraz 9 wartowników. Opanowanie budynku odbyło się bez jednego wystrzału. Żołnierze AK związali strażników kładąc ich na podłodze .
Partyzanci przejęli broń oraz amunicję, a także znaleźli klucze do więziennego magazynu broni, który splądrowali. Niektórzy z żołnierzy nieśli po 2-3 karabiny. Liczba sztuk broni była tak duża, że część otrzymali także uwolnieni więźniowie. Zdobyto 3 karabiny maszynowe, 5 automatów MP, 5 karabinów, 12 pistoletów, 21 granatów, amunicję w skrzynkach, kompasy, lornetki, plecaki itp.
Po zdobyciu więzienia otworzono cele uwalniając 128 więźniów politycznych. Więźniów kryminalnych skazanych za pospolite przestępstwa pozostawiono w celach, aby uniemożliwić im dokonywanie przestępstw na wolności, a także, by uniknąć wydania uczestników akcji za pieniądze. Uwolnieni więźniowie zostali wyprowadzeni przez partyzantów do okolicznych lasów, gdzie podzielono ich na grupy i rozlokowano w okolicznych placówkach AK. Część z nich zgłosiła chęć wstąpienia w szeregi Armii Krajowej, co zaaprobował dowódca I Batalionu 12 Pułku Piechoty .
Akcja zakończyła się całkowitym sukcesem – nikt nie zginął, zarówno po polskiej, jak i niemieckiej stronie, a żaden z uwolnionych więźniów nie został schwytany przez Niemców. Dodatkowo uniknięto walki z niemieckimi żołnierzami z sąsiadującej z więzieniem jednostki SS .
Trzy miesiące po akcji 29 października 1944 roku Niemcy przeprowadzili szeroko zakrojoną pacyfikację okolicznych wsi, co uznano za niemiecki odwet na lokalnej ludności za Akcję Wiśnicz. Wzięło w niej udział wojsko, policja oraz kolaborujące z niemieckimi nazistami jednostki „własowców”. Przeprowadzili oni pacyfikację wsi Lipnica Murowana, Lipnica Dolna oraz Lipnica Górna. Ofiarą padli również niektórzy uczestniczący w akcji w Nowym Wiśniczu żołnierze AK. Zastrzeleni zostali wówczas: Józef Burdak „Kruk” i Franciszek Michałek „Raj”. Dodatkowo aresztowano i wysłano do obozów koncentracyjnych: Leona Szczerkowskiego „Lwa”, Zbigniewa Wyrzykowskiego „Maryśkę”, Romana Stokłosę, Szymona Sufczyńskiego „Tłoka”, Juliana Wieciecha „Skrzata”, Tadeusza Wieciecha „Turkota”. Z osadzonych w obozach niemieckich przeżył tylko Julian Wieciech.

## Skład osobowy
Oddział dywersyjny I batalionu 12. pułku piechoty AK w akcji bojowej „Wiśnicz”:
- dowódca: ppor. Józef Wieciech „Tamarow”, „Boruta” – dowódca I batalionu,
- zastępca dowódcy: por. Jan Szymański „Kresowy”, „Twardowski” – dowódca 2. kompanii,
- grupa szturmowa: sierż. Adolf Roman „Kosa” – dowódca 1. kompanii, por. Józef Kaczmarczyk „Turoń” – zastępca komendanta Obwodu „Wieloryb”, pchor. Eugeniusz Kowal „Ewka” – adiutant dowódcy batalionu, kpr. Zbigniew Wyrzykowski „Maryśka” – szef 2. kompanii,
- grupa II rzutu: pchor. Edward Wieciech „Harnaś” – dowódca, kpr. Mieczysław Gos „Kukułka”, sier. Stanisław Żaczek „Łuszczyna”, podchorążowie: Szymon Skórka „Mars”, Szymon Gnoiński „Rabin”, Tadeusz Golemiec „Rydwan”, Aleksander Plewa „Cholewa”, Tadeusz Budacz „Tygrys”, Mieczysław Dychus „Brzoza”,
- posterunek stały nr l: podchorążowie Wojciech Piotrowski „Paź”, Szymon Sufczyński „Tłok”,
- posterunek stały nr 2: podchorążowie Franciszek Wojciechowski „Orzeł”, Tadeusz Plewa „Nóż”,
- patrol zewnętrzny: plul. pchor. Stefan Mączka – dowódca, kpr. Antoni Kociołek „Krypeć”, Roman Stokłosa, Jerzy Cieczko „Skaut”, Szymon Plewa „Puchacz”,
- ubezpieczenie bramy: dowódca plut. pchor. Leon Szczerkowski „Lew” (dowódca I plu tonu 2. kompanii), zastępca – kpr. Ludwik Maciejewski „Zielony”, szeregowi Franciszek Michałek „Raj”, Władysław Łyszczarz „Cilcwa”, Ignacy Kanownik „Skórka”, Franciszek Wieciech „Bocian”, Andrzej Brzustek „Sak”, Stanisław Włodarczyk „Torka” oraz dwaj nieznani,
- łącznicy: pchor. Julian Wieciech „Skrzat”, pchor. Stefan Radzięta „Wicher”, odpowiedzialni za zerwanie połączenia telefonicznego: ppor. Andrzej Możdżeń „Sybirak” (dowódca I kompanii), plut. Aleksander Szafrański „Wróbel” oraz 7 innych żołnierzy 1. kompanii, których nazwisk oraz pseudonimów nie udało się ustalić[2].

## Upamiętnienie
Na dziedzińcu wiśnickiego więzienia znajduje się pamiątkowa tablica upamiętniająca wydarzenie.